# Celebrity Stand-Up
Celebrity Stand-Up is een Nederlands televisieprogramma dat wordt uitgezonden op Comedy Central. De presentatie van het programma is in handen van Martijn Koning.

## Format
Elke aflevering staan er twee bekende Nederlanders centraal, deze betreden om de beurt het podium en laten hun beste kant zien qua humor. Iedere kandidaat krijgt even lang de tijd op het podium. Uiteindelijk wordt er gekeken welke kandidaat het publiek het meeste mee kon krijgen in zijn show en dus het publiek het meeste heeft laten lachen.

## Seizoenen

### Seizoen 1 (2016)
Het eerste seizoen bestond uit 6 afleveringen.
| Nr. | Uitzenddatum     | BN'ers         | BN'ers                |
| --- | ---------------- | -------------- | --------------------- |
| 1   | 13 oktober 2016  | Patty Brard    | Otto-Jan Ham          |
| 2   | 20 oktober 2016  | Anouk Maas     | Glenn Helder          |
| 3   | 27 oktober 2016  | Ferry Doedens  | Jelka van Houten      |
| 4   | 3 november 2016  | Roxeanne Hazes | Annemieke Schollaardt |
| 5   | 10 november 2016 | Frank Evenblij | Christophe Haddad     |
| 6   | 17 november 2016 | Tony Wyczynski | Tofik Dibi            |

### Seizoen 2 (2017)
Het tweede seizoen bestond uit 7 afleveringen.
| Nr. | Uitzenddatum | BN'ers           | BN'ers            |
| --- | ------------ | ---------------- | ----------------- |
| 1   | 1 juni 2017  | Giel Beelen      | Laura Ponticorvo  |
| 2   | 8 juni 2017  | Bertie Steur     | Ruud Feltkamp     |
| 3   | 15 juni 2017 | Kaj Gorgels      | Evi Hanssen       |
| 4   | 22 juni 2017 | Manuel Venderbos | Royston Drenthe   |
| 5   | 29 juni 2017 | Patrick Martens  | Tatum Dagelet     |
| 6   | 6 juli 2017  | Gene Thomas      | Olcay Gulsen      |
| 7   | 13 juli 2017 | Brace            | Jessie Jazz Vuijk |